# Sites mégalithiques de la Charente
Les sites mégalithiques de la Charente sont principalement constitués par des dolmens, les menhirs y sont rares et peu sont encore dressés.

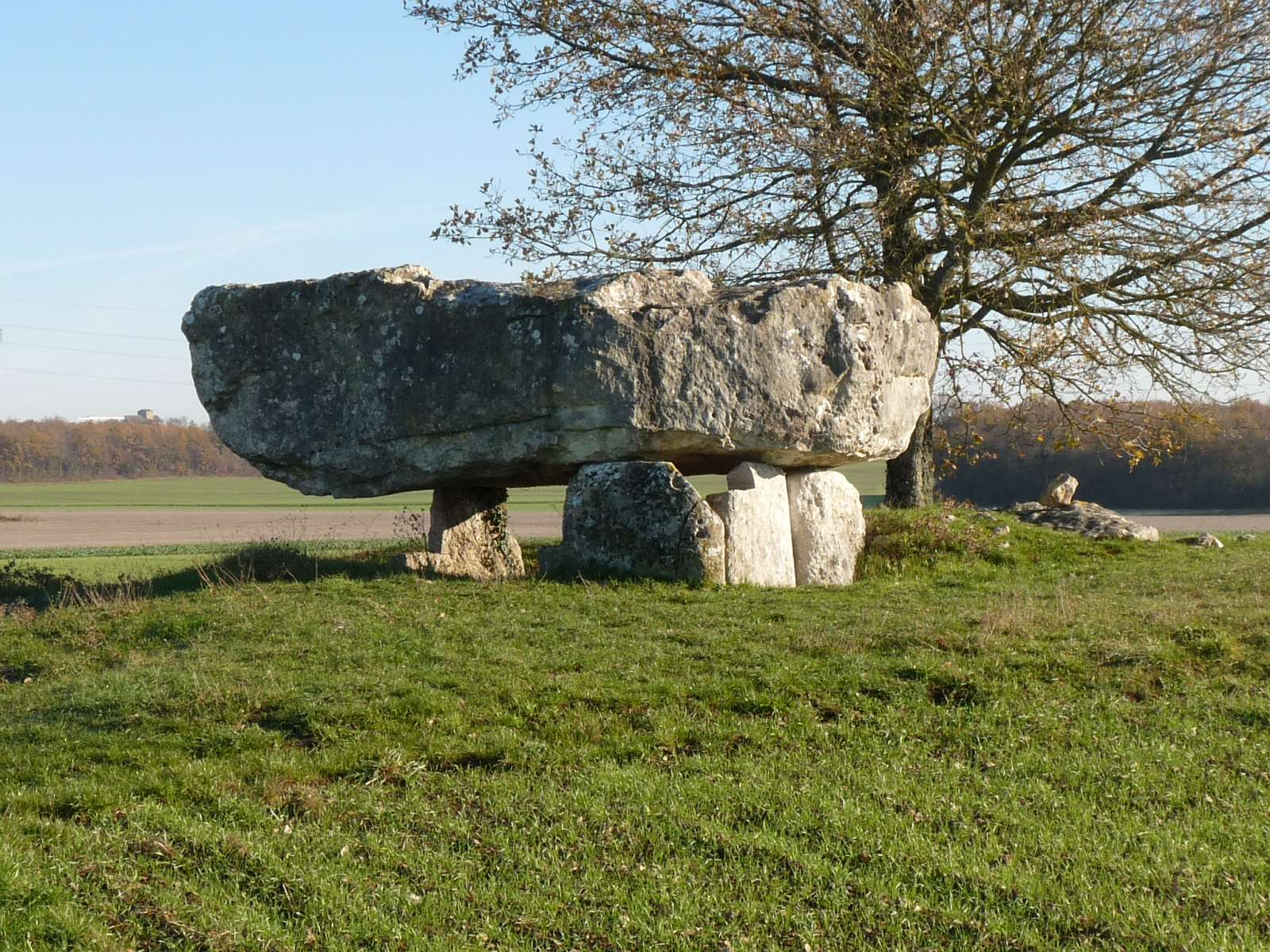
Dolmen de la Petite Pérotte.

## Répartition géographique
| \| Angoulême Cognac Confolens \| Répartition géographique des mégalithes de la Charente. · : dolmen : menhir : autre site mégalithique |
| Angoulême Cognac Confolens |

Le quart nord-ouest du département (le Ruffécois) comprend une riche concentration de monuments mégalithiques. Les tumulus et les dolmens sont souvent regroupés en véritables nécropoles (Tusson, Ligné, Fontenille, Luxé, Chenon) et l'on sait que dans cette zone près d'un tiers des monuments qui furent répertoriés ont été détruits entre le milieu du XIXe siècle et la fin du XXe siècle, notamment en raison des remembrements survenus au cours des années 1960 et 1970. A contrario la persistance de grands massifs boisés a localement contribué à la préservation de plusieurs concentrations de tumulus.
Dans l'ouest du département, plusieurs dolmens remarquables sont situés sur la rive gauche de la Charente (Châteaubernard, Cognac, Saint-Même-les-Carrières, la Boucharderie). Au sud-ouest, plusieurs mégalithes anciennement signalés sont désormais disparus, victimes de l'essor des cultures viticoles ; au sud-est, plusieurs dolmens sont bien conservés (Ronsenac, nécropole d'Édon); quant au nord-est du département, il concentre les principaux menhirs du département.

## Caractéristiques
Les dolmens sont de plusieurs types :
- des dolmens à couloir, les plus anciens ;
- des dolmens dits de type angoumoisin, les plus nombreux ;
- des dolmens s'apparentant aux dolmens angevins par leur monumentalité ;
- des dolmens simples et des coffres, les plus récents (fin du IVe et IIIe millénaire).

Le dolmen de type angoumoisin se caractérise par une chambre quadrangulaire recouverte d'une dalle monumentale à l'état brut, avec un couloir légèrement décentré. Les parois sont composées d'orthostates bouchardés, assemblés avec soin. Le couloir est constitué de dalles ou de murets en pierres sèches (les Pérottes, Motte de la Jacquille). Mais il existe des variantes avec une chambre ronde ou carrée où les parois sont intégralement constituées de petites pierres sèches empilées et dont la couverture devait être une voûte en encorbellement ou constituée de matériaux périssables.
Plusieurs dolmens du Cognaçais ont été considérés comme des dolmens angevins de par leurs caractéristiques (dalles massives de couverture, hauts piliers bouchardés, chambres rectangulaires) mais aucun ne possède de portique encore visible. Les dolmens simples du sud-est du département, constitués de blocs gréseux, traduisent la proximité des dolmens caussenards périgourdins voisins avec leur chambre trapézoïdale délimitée par simplement trois orthostates.
Quelques monuments s'illustrent par leur originalité (dolmen A4 de la Pièce Grande) ou par des éléments d'architecture unique en leur genre (Motte de la Jacquille).

## Art mégalithique
Les représentations gravées sur les parois des dolmens sont assez fréquentes, principalement des crosses (dolmen du Roc, dolmens A et B de la Boixe), hache (Grosse Pérotte), crochets (Motte de la Garde).

## Inventaire
| Nom                                          | Commune                   | Remarque                                                                             | Protection                                              | Coordonnées | Illustration                         |
| -------------------------------------------- | ------------------------- | ------------------------------------------------------------------------------------ | ------------------------------------------------------- | --- | ------------------------------------ |
| Dolmen de Montvallier                        | Ansac-sur-Vienne          |                                                                                      | détruit                                                 | |                                      |
| Tombeau du Bouguignon                        | Balzac                    |                                                                                      | détruit                                                 | |                                      |
| Dolmen de Cuchet                             | Barro                     |                                                                                      | détruit                                                 | |                                      |
| Dolmen de la Gragonne                        | Bessé                     |                                                                                      | ruiné                                                   | 45° 56′ 45″ N, 0° 05′ 36″ E                                                                                     |                                      |
| Dolmen de la Pierre Blanche                  | Bessé                     |                                                                                      | Classé MH (1930)                                        | 45° 56′ 49″ N, 0° 05′ 35″ E                                                                                     | Dolmen de la Pierre Blanche          |
| Pierres Brunes de Chavenat                   | Boisné-La Tude            |                                                                                      | ruiné                                                   | |                                      |
| Dolmen de Chez Rolland                       | Bourg-Charente            |                                                                                      | détruit                                                 | |                                      |
| Pierre Levade                                | Bouteville                |                                                                                      | détruit                                                 | |                                      |
| Pierre Levée de Douvesse                     | Bouteville                |                                                                                      | détruit                                                 | |                                      |
| Pierre Levée de la Combe                     | Brie                      |                                                                                      | détruit                                                 | |                                      |
| Tumulus de la Braconne                       | Brie                      | 2 tumulus                                                                            | 1 ruiné, 1 détruit                                      | |                                      |
| Pierres Bleues de la Vallade                 | Brigueuil                 | 2 menhirs probables                                                                  |                                                         | 45° 56′ 06″ N, 0° 49′ 40″ E                                                                                     |                                      |
| Pierre du sacrifice                          | Cellettes                 | autre nom Dolmen A de la Boixe                                                       |                                                         | 45° 50′ 40″ N, 0° 08′ 57″ E                                                                                     | Pierre du sacrifice à Cellettes      |
| Dolmen du Bois du Soulier                    | Charras                   | autre nom Dolmen de Grosbot                                                          |                                                         | 45° 33′ 20″ N, 0° 24′ 22″ E                                                                                     |                                      |
| Menhirs de Font Pouzat                       | Charras                   | 2 menhirs                                                                            |                                                         | à 200 m au sud du dolmen du Bois du Soulier                                                                     |                                      |
| Dolmen de la Combe des Dames                 | Châteaubernard            |                                                                                      |                                                         | 45° 40′ 31″ N, 0° 19′ 46″ O                                                                                     |                                      |
| Tumulus de la Pierre Folle                   | Chenommet                 | dolmen                                                                               | Inscrit MH (2012)                                       | 45° 55′ 48″ N, 0° 15′ 44″ E                                                                                     |                                      |
| Dolmen de la Grelaudière                     | Chenon                    |                                                                                      | détruit                                                 | |                                      |
| Dolmens de l'Echalette                       | Chenon                    | 2 dolmens                                                                            |                                                         | 45° 57′ 17″ N, 0° 12′ 56″ E                                                                                     |                                      |
| Dolmens de la Pièce Grande                   | Chenon                    | 4 dolmens                                                                            |                                                         | 45° 57′ 37″ N, 0° 12′ 43″ E 45° 57′ 29″ N, 0° 12′ 54″ E 45° 57′ 28″ N, 0° 12′ 56″ E 45° 57′ 37″ N, 0° 12′ 57″ E |                                      |
| Le Gros Chail                                | La Chèvrerie              | polissoir,                                                                           |                                                         | conservé au Musée de la Société archéologique et historique de la Charente                                      |                                      |
| Dolmen de Séchebec                           | Cognac                    |                                                                                      | Classé MH (1930)                                        | 45° 41′ 33″ N, 0° 18′ 35″ O                                                                                     | Dolmen de Sèchebec                   |
| Dolmen de la Mouline                         | Combiers                  |                                                                                      | disparu                                                 | |                                      |
| Dolmen de Périssac                           | Confolens et Esse         |                                                                                      | démantelé et réutilisé                                  | 46° 01′ 17″ N, 0° 40′ 00″ E                                                                                     | Dolmen de Périssac                   |
| Dolmen de la Pierre-Pèse                     | Courcôme                  |                                                                                      | détruit                                                 | |                                      |
| Dolmens de Magnez                            | Courcôme                  | autre nom Dolmens de la Garenne de Magné                                             | Classé MH (1930)                                        | 45° 58′ 44″ N, 0° 06′ 19″ E                                                                                     | Dolmens de Magné                     |
| Dolmen du Gros-Caillou                       | Criteuil-la-Magdeleine    | autre nom Dolmen du Grand Fief                                                       | ruiné                                                   | 45° 32′ 07″ N, 0° 12′ 08″ O                                                                                     |                                      |
| Dolmen de l'Etang                            | Dignac                    |                                                                                      |                                                         | |                                      |
| Dolmen de la Brande                          | Dirac                     | autre nom Pierre Levade de la Brande                                                 |                                                         | 45° 34′ 27″ N, 0° 14′ 58″ E                                                                                     |                                      |
| Nécropole d'Édon                             | Édon                      | Dolmen de la Gélie Dolmen de la Lombertie ou Pierre Rouge Menhir de la Pierre Debout | Inscrit MH (1989)                                       | 45° 30′ 13″ N, 0° 21′ 21″ E 45° 30′ 06″ N, 0° 21′ 32″ E 45° 29′ 46″ N, 0° 21′ 47″ E                             | Dolmen de La Gélie                   |
| Dolmen de Pierre Brune                       | Empuré                    |                                                                                      | détruit vers 1912                                       | |                                      |
| Dolmen du Repaire                            | Esse                      |                                                                                      | détruit                                                 | |                                      |
| Dolmen de la Tombe du Curé                   | Esse                      |                                                                                      | ruiné                                                   | |                                      |
| Menhir du Repaire                            | Esse                      | autre nom Menhir des Boisselées                                                      |                                                         | 46° 00′ 31″ N, 0° 41′ 49″ E                                                                                     | Menhir du Repaire                    |
| Dolmen de la Forêt                           | Étagnac                   |                                                                                      |                                                         | |                                      |
| Menhir de la Forêt                           | Étagnac                   |                                                                                      |                                                         | |                                      |
| Dolmen dit de Gagnère-Prat                   | Fontenille                |                                                                                      | détruit en 1964                                         | était situé à 300 m à l'est de la Grosse Pérotte                                                                |                                      |
| Dolmen du Roc de la Fade                     | Fontenille                |                                                                                      | détruit au milieu du XIXe siècle                        | |                                      |
| Dolmens des Pérottes                         | Fontenille                | Petite Pérotte Grande Pérotte                                                        | Classé MH (1900)                                        | 45° 54′ 45″ N, 0° 08′ 35″ E                                                                                     | Les Pérottes                         |
| Motte de la Jacquille                        | Fontenille                | dolmen                                                                               | Classé MH (1991)                                        | 45° 54′ 27″ N, 0° 10′ 05″ E                                                                                     | Porte du dolmen de la Jacquille      |
| Grosse Pierre des Deffends                   | Fontenille                |                                                                                      | détruit vers 1955                                       | |                                      |
| Tumulus des Bourriges                        | Fouqueure                 | 2 dolmens                                                                            |                                                         | 45° 53′ 17″ N, 0° 05′ 30″ E                                                                                     |                                      |
| Pierre Ceinturée                             | Jauldes                   | possible menhir                                                                      |                                                         | |                                      |
| Dolmen de la Madeleine                       | Lessac                    |                                                                                      | Classé MH (1900)                                        | 46° 02′ 42″ N, 0° 40′ 52″ E                                                                                     | Dolmen de la Madeleine               |
| Dolmen du Gros-Dognon,                       | Ligné                     |                                                                                      | ruiné                                                   | 45° 55′ 01″ N, 0° 05′ 53″ E                                                                                     |                                      |
| Dolmen de Bel Air                            | Luxé                      |                                                                                      | détruit                                                 | |                                      |
| Dolmen de la Folatière                       | Luxé                      |                                                                                      | Classé MH (1957)                                        | 45° 54′ 04″ N, 0° 09′ 03″ E                                                                                     |                                      |
| Dolmen du Roc                                | Luxé                      |                                                                                      | détruit                                                 | |                                      |
| Maison de la Vieille                         | Luxé                      |                                                                                      | Classé MH (1956)                                        | 45° 54′ 35″ N, 0° 08′ 24″ E                                                                                     | Dolmen de la Maison de la Vieille    |
| Motte de la Garde                            | Luxé                      | dolmen                                                                               | Classé MH (1889)                                        | 45° 54′ 28″ N, 0° 08′ 13″ E                                                                                     | Motte de la Garde                    |
| Tumulus de la Folatière                      | Luxé                      |                                                                                      | Classé MH (1957)                                        | 45° 54′ 02″ N, 0° 08′ 58″ E                                                                                     |                                      |
| Polissoir                                    | Magnac-sur-Touvre         |                                                                                      |                                                         | 45° 39′ 37″ N, 0° 14′ 37″ E                                                                                     |                                      |
| Dolmen de Montardy                           | Maine-de-Boixe            |                                                                                      | détruit en 1972                                         | |                                      |
| Dolmen de la Gare                            | Manot                     |                                                                                      | détruit                                                 | |                                      |
| Dolmen de Montvallier                        | Manot                     |                                                                                      | détruit                                                 | |                                      |
| Dolmen des Cabournes                         | Manot                     |                                                                                      | ruiné                                                   | |                                      |
| Dolmen et menhir de la Couchadie             | Manot                     |                                                                                      | dolmen ruiné menhir disparu                             | |                                      |
| Mégalithe de la Goutrie                      | Manot                     |                                                                                      | détruit vers 1945                                       | |                                      |
| Pierre Oiseau                                | Manot                     | mégalithe indéterminé                                                                | détruit vers 1945                                       | |                                      |
| Pierre Paize                                 | Manot                     | dolmen                                                                               | détruit                                                 | |                                      |
| Pierres de Saint-Martial                     | Manot                     | mégalithes indéterminés                                                              |                                                         | |                                      |
| Dolmen de Tauzat                             | Massignac                 |                                                                                      | Classé MH (1929)                                        | 45° 46′ 33″ N, 0° 37′ 26″ E                                                                                     | Dolmen de Tauzat                     |
| Gros Caillou                                 | Montmérac                 | dolmen                                                                               |                                                         | détruit |                                      |
| Grosse Borne du Perret                       | Oradour                   | menhir probable                                                                      |                                                         | 45° 54′ 33″ N, 0° 02′ 52″ E                                                                                     |                                      |
| Roc des Sorciers                             | Pleuville                 | menhir                                                                               |                                                         | |                                      |
| Dolmen des Fontiaux                          | Raix                      |                                                                                      | détruit en 1962                                         | |                                      |
| Dolmen de Chez Vinaigre                      | Ronsenac                  | autre nom Dolmen de Bernac                                                           |                                                         | 45° 26′ 58″ N, 0° 16′ 17″ E                                                                                     | Chez Vinaigre                        |
| Dolmen de la Boucharderie                    | Roullet-Saint-Estèphe     |                                                                                      | Classé MH (1927)                                        | 45° 33′ 30″ N, 0° 01′ 32″ E                                                                                     | Dolmen de la Boucharderie            |
| Dolmen de Garde-Épée                         | Saint-Brice               |                                                                                      | Classé MH (1926)                                        | 45° 41′ 24″ N, 0° 15′ 05″ O                                                                                     | Dolmen de Garde-Épée                 |
| Menhir du Champ du Roc                       | Saint-Christophe          |                                                                                      |                                                         | déplacé 46° 00′ 11″ N, 0° 50′ 57″ E                                                                             |                                      |
| Menhirs de la Grosse Pierre de la Fourgeodie | Saint-Christophe          | 3 menhirs                                                                            |                                                         | |                                      |
| Dolmen du Bois des Chailles                  | Saint-Ciers-sur-Bonnieure | autre nom Dolmen des Grouges                                                         | Inscrit MH (2012)                                       | 45° 52′ 20″ N, 0° 14′ 15″ E                                                                                     | Dolmen du Bois des Chailles          |
| Dolmen de la Pierre Levée de Saint-Fort      | Saint-Fort-sur-le-Né      |                                                                                      | Classé MH (1983)                                        | 45° 34′ 21″ N, 0° 17′ 39″ O                                                                                     | Pierre Levée de Saint-Fort-sur-le-Né |
| Dolmen de Pierrefite                         | Saint-Georges             |                                                                                      |                                                         | |                                      |
| Dolmen de Rochepine                          | Saint-Germain-de-Montbron |                                                                                      |                                                         | |                                      |
| Dolmen du Perradet                           | Saint-Groux               |                                                                                      | détruit                                                 | |                                      |
| Dolmens de la Brunie                         | Saint-Maurice-des-Lions   | 2 dolmens                                                                            | ruinés                                                  | |                                      |
| Dolmen des Courades                          | Saint-Même-les-Carrières  | autre nom Pierre Levée                                                               | Classé MH (1926)                                        | 45° 37′ 58″ N, 0° 09′ 29″ O                                                                                     | Dolmen des Courades                  |
| Pierre levée de la Folatière                 | Salles-de-Villefagnan     | dolmen                                                                               | ruiné                                                   | |                                      |
| Dolmen de Lage,                              | Saulgond                  |                                                                                      |                                                         | |                                      |
| Dolmen de Grapillet                          | Soyaux                    |                                                                                      | détruit en 1836                                         | |                                      |
| Dolmen de la Pierre Martine                  | Suris                     |                                                                                      | détruit au XIXe siècle                                  | |                                      |
| Tumuli de Tusson                             | Tusson                    | 4 tumuli : Le Vieux Breuil La Justice Le Gros Dognon Le Petit Dognon                 | Classé MH (1962) · Classé MH (1960) · Classé MH (1960)  | 45° 55′ 54″ N, 0° 04′ 53″ E 45° 56′ 19″ N, 0° 05′ 13″ E 45° 56′ 01″ N, 0° 04′ 59″ E                             | Tumuli de Tusson                     |
| Nécropole de la Boixe                        | Vervant                   |                                                                                      | Classé MH (1889) · Classé MH (1971) · Inscrit MH (1991) | 45° 50′ 34″ N, 0° 08′ 55″ E                                                                                     | Nécropole de la Boixe                |
| Dolmens du Plantier de Montieret             | Villefagnan               | 2 dolmens                                                                            | détruits                                                | |                                      |
| Dolmen de Rocs de Laine                      | Voulgézac                 |                                                                                      |                                                         | |                                      |